# Чуйко Петро
Чуйко Петро Васильович (народ. 30 жовтня 1894, Запорізька область — † 15 квітня 1970, США) — учасник визвольних змагань 1917–1920 рр., член-засновник УГВР з 1944 року.

## Біографія
Петро Чуйко народився 30 жовтня 1894 року в Запорізькій області.
У часи національно-визвольних змагань 1917–1920 брав у них активну участь.
У міжвоєнний час працював учителем, викладачем фізики та математики в інститутах.
У 1926-1930 рр. працював директором Радомишльської 1-ї трудової школи ім.Т.Шевченка. 
В 1941 заарештований німцями, після звільнення переїхав в Галичину.
11 — 15 липня 1944 року поблизу сіл Недільна та Сприня на Самбірщині під охороною відділів УПА відбулися Установчі збори Української Головної Визвольної Ради — підпільного парламенту і уряду України. Петро Чуйко брав у них участь як представник Житомирщини і за рішенням Головного Збору УГВР став співпрацівником УГВР і Закордонного представництва (ЗП УГВР).
Помер 15 квітня 1970 року у США.